# Conocybe huijsmanii
Conocybe huijsmanii är en svampart som beskrevs av Watling 1983. Conocybe huijsmanii ingår i släktet Conocybe och familjen Bolbitiaceae.   Inga underarter finns listade i Catalogue of Life.